# Miles Kane
Miles Peter Kane (født 17. marts 1986) er en britisk musiker, bedst kendt som co-frontmand i The Last Shadow Puppets og tidligere frontmand i Rascals, før bandet gik i opløsning i august 2009.
Hans debut soloalbum, Colour of the Trap, blev udgivet 9. maj 2011, og efterfølgeren Don't Forget Who You Are blev udgivet den 3. juni 2013.
Hans band, The Last Shadow Puppets, udgav deres andet album, Everything You've Come To Expect, den 1. april 2016.